# Confodiopisa caesicola
Confodiopisa caesicola is een vlokreeftensoort uit de familie van de Eriopisidae. De wetenschappelijke naam van de soort is voor het eerst geldig gepubliceerd in 1980 door Stock.